# Mathurin Nago
 (août 2019).
Si vous disposez d'ouvrages ou d'articles de référence ou si vous connaissez des sites web de qualité traitant du thème abordé ici, merci de compléter l'article en donnant les références utiles à sa vérifiabilité et en les liant à la section « Notes et références ».
Mathurin Coffi Nago est un homme politique et universitaire béninois qui est depuis le 3 mai 2007 le président de l'Assemblée nationale du Bénin.

## Biographie
En tant que candidat de l'Union pour la démocratie et la solidarité nationale (UDS), 
Mathurin Nago est élu à l'Assemblée nationale lors des élections législatives de 1995 et est membre de la Commission de planification, d'équipement et de production de cette deuxième législature. 
Doyen de la Faculté des sciences agronomiques de l'Université d'Abomey-Calavi, Il est nommé ministre de l'Enseignement supérieur et de la Formation professionnelle en avril 2006 dans le cadre du premier gouvernement du président Boni Yayi,. Il participe aux élections législatives de mars 2007 sur la liste du parti Forces cauris pour un Bénin émergent (FCBE) et est élu président de l'Assemblée nationale le 3 mai 2007 par un score de 45 voix contre 34 pour Bruno Amoussou. Nago avait un mois pour choisir entre son poste de ministre et son siège à l'Assemblée nationale, et le 22 mai, Nago a démissionné du gouvernement, ainsi que quatre autres ministres qui avaient été élus à l'Assemblée nationale, comme ils avaient été chargés de le faire par Boni.
Le 18 août 2007, il est élu président de l'Union pour le progrès et la démocratie (UPD-Gamesu) lors de son premier congrès ordinaire.
Réélu à l'Assemblée nationale lors des élections législatives de mars 2011 en tant que candidat du  parti FCBE ,il rempile au poste du président de l'Assemblée nationale le 21 mai 2011 pour le compte de la sixième législature par un score de soixante (60) voix pour, deux (02) contre et deux abstentions. 
En raison de désaccords sur un éventuel changement de la constitution du Bénin, Nago quitte le FCBE en février 2015 et lance le 14 mars 2015 une nouvelle alliance de partis dénommée les Forces démocratiques unies (FDU). Il participe aux élections législatives d'avril 2015 et est réélu sur la liste de cette nouvelle alliance pour le compte de la septième législature dans la 18e circonscription.  Il passe le service le 22 mai à Adrien Houngbédji, élu président de l'Assemblée nationale dans la nuit du 19 au 20 mai 2015,